# Газовый обогреватель
Газовый обогреватель  — отопительный прибор, использующийся для отопления жилых и технических помещений.
Газовый радиатор находится непосредственно в отапливаемом помещении и не требует транспортировки тепла, его КПД составляет в зависимости от модели 90-97 %, и в связи с этим достигается высокая эффективность отопления и экономия по расходу газа до 5 раз (в отличие, к примеру, от традиционных систем отопления[каких?]).
Газовый радиатор стабильно продолжает работать даже при температуре ниже −50 градусов Цельсия (ХЛ-1).
Срок службы газовых радиаторов составляет не менее 20 лет.

## Камера сгорания
Газовые радиаторы имеют закрытую (герметичную) и открытую камеры сгорания из стали или чугуна.

### Закрытая камера
При закрытой камере сгорания теплообменник газового радиатора полностью герметичен. Воздух для процесса горения забирается снаружи помещения, так же удаляются и продукты сгорания. Процесс воздухообмена обеспечивает коаксиальный дымоход (труба в трубе). Благодаря такому принципу работы газового радиатора, нет необходимости в устройстве вентиляции.

### Открытая камера
При открытой камере сгорания воздух для процесса горения забирается изнутри, что требует наличия приточно-вытяжной вентиляции. А выброс отработанных газов производится в дымоход.
Для работы газового радиатора необходимо только подключение к магистральному (природному) или сжиженному газу (пропан-бутан).

## Конструкция
Газовые радиаторы оснащены блоком автоматики отвечающим за поддержание в автоматическом режиме заданной температуры в диапазоне от +10 до +38 градусов Цельсия. У автоматики есть термобаллон, с помощью которого она определяет температуру в помещении. Когда заданная температура достигнута, автоматика отключает подачу газа на основную горелку и включает подачу заново при остывании помещения на 3 градуса.
Через автоматику газ подается на основную горелку, которая находится в самом теплообменнике. Она имеет основную часть и запальник. К запальнику подводится электрод, поджигающий горелку электрическим или пьезокерамическим разрядом. В теплообменнике отсутствует теплоноситель (вода или антифриз), горелка нагревает сам корпус теплообменника изнутри, тем самым теплообменник нагревает помещение путём естественной конвекции (так же как водяной радиатор отопления).

## Энергозависимость
Газовые радиаторы бывают энергозависимые и энергонезависимые.

### Энергонезависимые радиаторы
Энергонезависимые газовые радиаторы очень популярны в районах, где нет электричества или наблюдаются частые перебои с ним или в регионах с длительным отопительным сезоном.

### Энергозависимые радиаторы
Энергозависимые газовые радиаторы используются реже, так как без электричества они попросту не смогут работать, электричество им необходимо для розжига основной горелки, что позволяет экономить расход газа примерно на 25 % по отношению к энергонезависимым. Некоторые комплектации газовых радиаторов при наличии электричества используют дополнительные функции (встроенный реечный вентилятор, таймеры включения и отключения).